# オゴデイ・ウルス

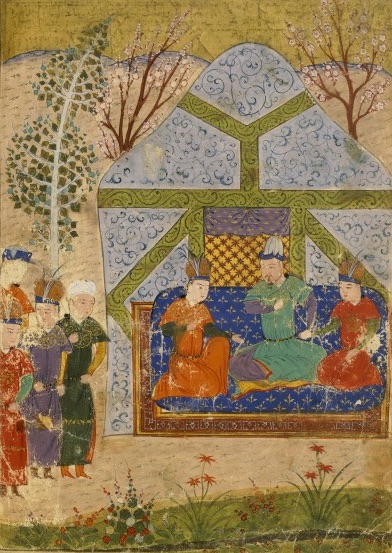
オゴデイ・ウルスの始祖オゴデイと息子達（『集史』「オゴデイ・カアン紀」パリ写本）

オゴデイ・ウルス（Ögödei ulus）とは、チンギス・カンの三男で、モンゴル帝国第2代皇帝となったオゴデイを始祖とする王家によって支配されたウルスである。13世紀初頭に成立し、15世紀初頭までは残存していたとされる。
かつては類似した概念として「オゴデイ・ハン国（Ögödei Khanate）」という呼称も用いられていたが、研究の進展により現在ではほとんど用いられることがない。「オゴデイ・ウルス」及び「オゴデイ・ハン国」という呼称はともに創始者オゴデイの名から取られているが、当時の史料にある用語ではなく、歴史家による通称である。
かつてのモンゴル史研究では中央アジアのエミル川流域を中心とする地域（現在の中国新疆ウイグル自治区北部ジュンガリア地方）に、13世紀前半から1306年まで「オゴデイ・ハン国」という政権が一貫して存続していたと想定されていた。この「オゴデイ・ハン国」という概念は当時の史料に見える「オゴデイのウルス」という用語を念頭に置いたものであるが、そもそもウルスと近現代的な「国家」では異なる点が多く、単純にウルス＝ハン国とすべきではないという批判が近年のモンゴル史研究者から唱えられている。
また、特にオゴデイ家のカイドゥが治めた政権を指して「オゴデイ・ハン国」と呼称することもあるが、カイドゥの率いたウルスは事実上彼が一代で築き上げ、旧来のオゴデイ・ウルスに留まらない国家へと発展させたものであることが近年の研究によって明らかにされている。また、フレグ・ウルスで編纂された『集史』でカイドゥの治める領域がペルシア語で「カイドゥの国（mamlakat-i qāīdū'ī）」と呼称されていることや、カイドゥの君主としての称号もハンではなく「兄」を意味する「アカ（aqa）」と呼ばれていたことなどを踏まえ、近年の研究ではカイドゥの治める政権を「オゴデイ・ハン国」ではなく「カイドゥの国」あるいは「カイドゥ・ウルス」と呼称するのが一般的である。

## 構造

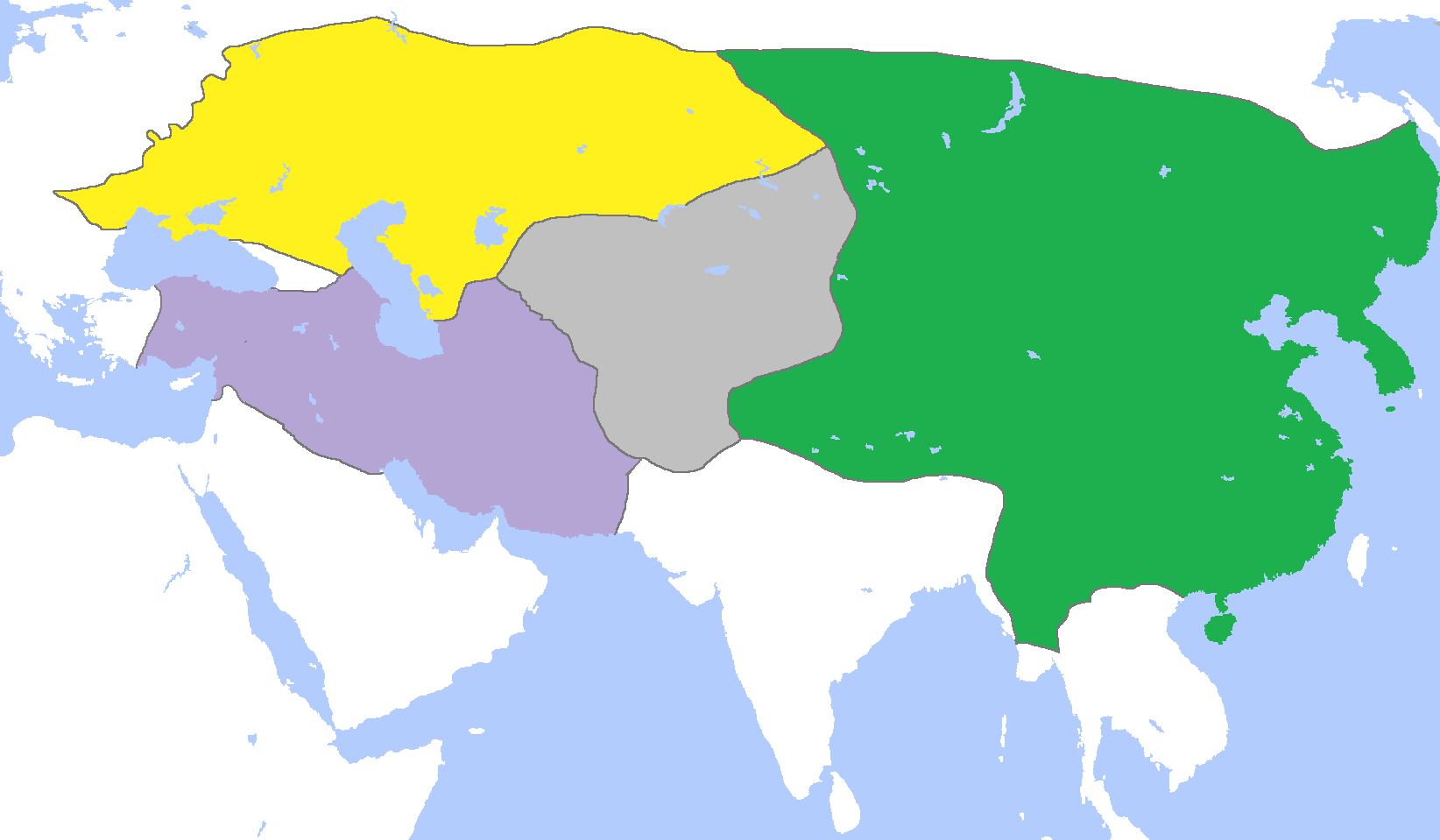
14世紀以後のモンゴル帝国における、ウルスの分立

### モンゴル帝国内における位置づけ
1206年にチンギス・カンによって創設された「大モンゴル国/イェケ・モンゴル・ウルス(Yeke mongγol ulus)」は、チンギス・カンの一族によって支配される「一族ウルス」やチンギス・カンによって再編成された千人隊といった複数の遊牧集団がカアンの統令の下結集する巨大な政治的連合体であった。チンギス・カンが自らの諸子・諸弟に領民・領地を分け与えて成立させた一族ウルスはイェケ・モンゴル・ウルスの縮小版とも言うべき存在であり、それ自体が複数の下位ウルスを有する遊牧集団の連合体であった。そしてオゴデイ・ウルスもまた、このようなチンギス・カンの一族が治めるウルスの一つであった。
この「一族ウルス」は強固な内的結束を有する訳ではなく、あくまで「一人の当主を共通の盟主とする同族政事グループ」とでも言うべき存在であった。それ故、モンゴル帝国内の政争・内乱に際してあるウルスの中でそれぞれ違う派閥に与する集団が複数存在することも屡々あった。後述するようにオゴデイ・ウルスはとりわけその傾向が強く、グユク死後の政争ではシレムンを推すグユク・ウルスとモンケ派についたコデン・ウルスが対立する、といった事例が見られた。このようなオゴデイ・ウルス内部の対立は「カイドゥ・ウルス」の解体まで存続してゆく。

### 「ウルス」の特色
ウルスは一般的に「国家」と訳されるものの本来の意味は「人々の集団」であり、「オゴデイ・ウルス」も本義としては「オゴデイの国」ではなく「［チンギス・カンによって分け与えられた］オゴデイの有する遊牧民集団」を意味する。
ウルスが一般的な国家観と決定的に異なる点は、「領地」ではなく「領民」をその根幹とすることである。チンギス・カンから諸子・諸弟へ分与されたのはあくまで「人々（モンゴル語：irgen/ペルシア語：nafar）」であって、「領地」や「国家」ではなかった。遊牧民にとって「ウルス」とは「人々の集まり（人民）」を第一義とするものであり、「領地」はそれに次ぐものであった。
このような「ウルス」の特徴はモンゴリア以外の領土を分割する際にも影響を与えた。華北の金朝・江南の南宋を滅ぼした後、モンゴル帝国は征服地を「投下領」領として諸王・功臣に分割していたことが知られているが、この「投下」領の分割は各ウルスの有する遊牧民の人口を基準に決定されていた。諸王は自らの有する遊牧民の約10倍の人口を有する地方を、功臣は約5倍の人口を有する地方をそれぞれ「投下」として与えられているが、これはまず与えられる「領民」が決定され、然る後に与えられる「領土」も決定された証左である。このような基準に従って、チンギス・カンの時代に4つの千人隊を有するオゴデイ・ウルスには45945戸を有する西京路が与えられ、オゴデイ・カアンの時代に4つの千人隊を有するコデン・ウルスには47741戸を有する東昌路が与えられている。
また、モンゴル社会では逆に領地を失っても領民を失っていなければ「ウルス」は存続していると見なされていた。14世紀初頭に「カイドゥの国」が解体すると中央アジアの領地を失ったオゴデイ家の諸王は大元ウルス領内に移住したが、大元ウルスからは独自の「所部（＝ウルス）」を有する諸王として把握されていた。

## 歴史

### 成立

チンギス・カンの征服活動

オゴデイ・ウルスが成立したのは1207年から1211年にかけてのことで、モンゴル帝国が成立してから間もなくのことであった。チンギス・カンは自らの諸子（ジョチ・チャガタイ・オゴデイ）に1万2千の兵とモンゴリア西方の領地を、諸弟（カサル、カチウン、オッチギン）に同じく1万2千の兵とモンゴリア東方の領地を与え、それぞれ帝国の右翼・左翼と位置づけた。
オゴデイにはイルゲイ・ノヤンのジャライル千人隊、デゲイ・ノヤンのベスト千人隊、イレク・トエのスルドス千人隊、ダイルのコンゴタン千人隊からなる4つの千人隊が分封され、これがオゴデイ・ウルスの原型となった。オゴデイ・ウルスの最初の封土は北方をジョチ・ウルス、南方をチャガタイ・ウルスに囲まれたアルタイ山脈中部からウルングゥ川一帯にあった。
『長春真人西遊記』には「［長春真人一行は］中秋の日にアルタイ（金山）東北に至り、しばらく駐留した後再び南行した。その山は高大・深谷で長い坂道があり、かつては車で行くことが出来なかった。三太子（オゴデイ）が軍を出し、始めてこの道を開拓したのである（中秋日、抵金山東北、少駐復南行。其山高大、深谷長阪、車不可行。三太子出軍、始闢其路）」との記述があり、チンギス・カンはアルタイ山を越え西方につながる交易路の開拓・管理を任せる意図の下オゴデイにこの領地が与えたと考えられている。
1219年、中央アジア遠征が始まるとチンギス・カン率いる本隊はオゴデイが開拓したルートを辿って西方に進軍し、オゴデイもこの遠征でアルタイ山脈の西麓、イルティシュ川の上流を得た長兄のジョチと、天山山脈のイリ川渓谷を得た次兄のチャガタイの両ウルスの中間、エミル川流域のジュンガリア盆地一帯を新たに領土に加えた。これ以後、『世界征服者史』が「後継者オゴデイの王庭は、父の在世の間はエミル及びコボクにある彼のユルト（幕営地）であった…」と述べるように、オゴデイ・ウルスの本拠地は夏営地をエミル、冬営地をコボクとする一帯に置かれるようになる。
また、エミル・コボク地方の他にもオゴデイは金朝遠征の戦功として山西の大同（当時は西京路と呼称）一帯を、西夏遠征の戦功として涼州一帯を新たに領土として与えられている。これらの領土は14世紀末に至る迄クチュ家やコデン家などオゴデイ・ウルスの遊牧地として存続することとなる。

### オゴデイ・カアンの治世
チンギス・カンの死後、遺言によってオゴデイがカアンに即位すると、問題になったのが末弟のトルイの存在であった。オゴデイが僅かに4千人隊しか継承していなかったのに対しトルイは父直属の101の千人隊を継承しており、有する領地・兵数はオゴデイよりはるかに上であった。
そこでオゴデイはオゴデイ・ウルス及びトルイ・ウルスに多数の変更を加え、自らの立場を強化した。まず、オゴデイは自らの直轄する4千人隊を庶長子のグユクに委ね（グユク・ウルスの成立）、トルイ・ウルスの中から自らに直属する1万のケシク（親衛隊）を組織した。もともとチンギス・カンが率いていた1万のケシクはそのままトルイと縁の深い者ばかりであったので、新編成されたケシクの隊長は全て新しく選抜された者ばかりであった。
次に、オゴデイはトルイ・ウルスから4千人隊を引き抜いて自らの息子のコデンに与え、かつて西夏遠征時に自らの領地としていた涼州一帯にコデン・ウルスを成立させた。事実上トルイ家から牧民を奪うというこの措置にはチンギス・カンの定めた国体を覆すものだ、という批判がノヤンたちの中から起こったが、トルイの寡婦のソルカクタニ・ベキがノヤンたちを説得し納得させたという逸話が残っている。
また、自らの後継者と位置づけていたクチュを南宋攻略の司令官に任じると同時に、かつて金朝遠征時に自らの領地としていた山西南部にクチュ・ウルスを成立させた。クチュのウルスはかつてオゴデイ・ウルスが中央アジア遠征補助のため進軍ルート上に設置されたのと同様、南宋遠征の進軍ルート上にある一帯に設置されていた。更に、これと並行して「左手の五投下」に代表される独立性の高いノヤンたちをトルイ・ウルスから切り離して独立したウルスと認める、といった施策も行った。
以上の措置により、オゴデイ・ウルスはグユク・ウルス、コデン・ウルス、クチュ・ウルスという3つの下位ウルスを有するモンゴル帝国内における最大勢力に成長した。一方、トルイ・ウルスに犠牲を強いる形で自身の勢力を強化したことはオゴデイ家とトゥルイ家の遺恨を生み、オゴデイ死後の帝位を巡る内紛を誘発することとなった。

### オゴデイ家とトルイ家の内紛

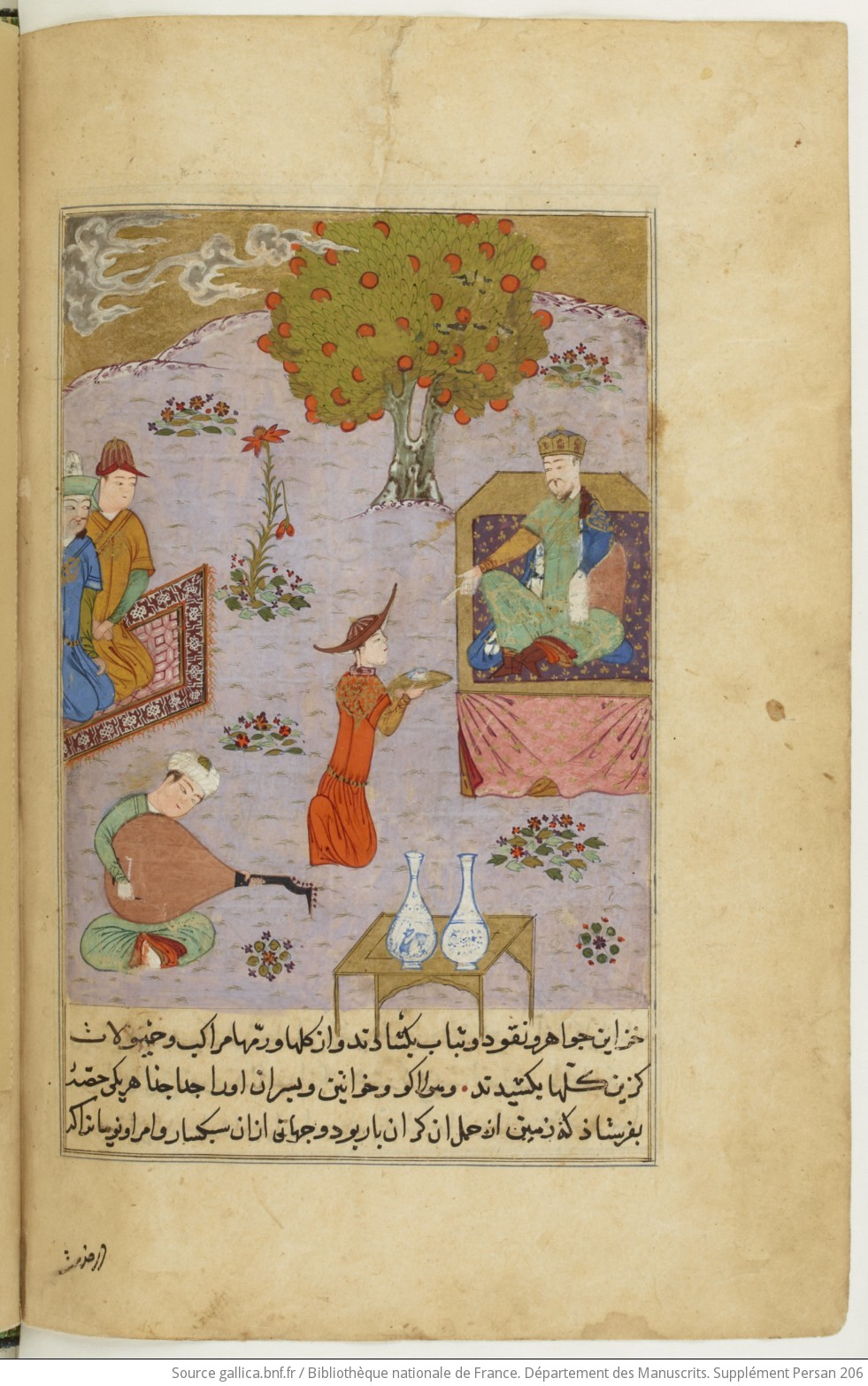
グユク（『世界征服者の歴史』）

オゴデイ・カアンの死後、モンゴル帝国では後継者を巡って激しい政争が繰り広げられた。オゴデイの治世に不満を募らせていたトルイ家ではトルイの長男のモンケを後継者候補に擁立し、モンケと仲の良いバトゥ率いるジョチ家もこれを支持した。一方、オゴデイ家では後継者と目されていたクチュが早世していたため、オゴデイの庶長子のグユクを後継者候補に立て、チャガタイ家もこれに協力した。
全体としてみると、オゴデイ次代の繁栄を維持しようとするオゴデイ家・チャガタイ家連合と、これに反発するジョチ家・トルイ家連合によってモンゴル帝国の派閥は2分されることとなった。
1246年のクリルタイではオゴデイの寡婦のドレゲネの強い後押しによって一旦はグユクがカアン位に即いた。しかし帝国の重鎮たるバトゥはグユクの即位を認めておらず、帝国全体の総意として即位したオゴデイに比べグユクの立場は甚だ不安定なものであった。そのため、グユクはオゴデイのように新たにウルスを創設することもなく、オゴデイ・ウルスはオゴデイ時代とさして変わらないままに留め置かれた。
2年後の1248年にグユクはエミルの自分の所領に巡幸中に急死したが、折しもジョチ・ウルスのバトゥも東方へと移動しており、この時オゴデイ・ウルスとジョチ・ウルスの間で軍事衝突が起きる寸前であったのではないか、とする説も存在する。
グユクの死後、1251年のクリルタイでバトゥとソルカクタニの後押しの下、今度こそモンケがカアン位に即いた。モンケの即位直後、オゴデイ・ウルスの有力者たちの間でクチュの息子のシレムンをカアン位に就けんとするクーデター計画が進められたが、露見して多くの者が捕縛・処刑された。
この一連の政変によって失脚した有力者は多く、イルゲイやジェルメといったチンギス・カン時代からの著名な将軍でありながらその子孫が残っていない人物は、この時オゴデイ家側について没落してしまったものと考えられている。

### モンケ・カアンによる分割

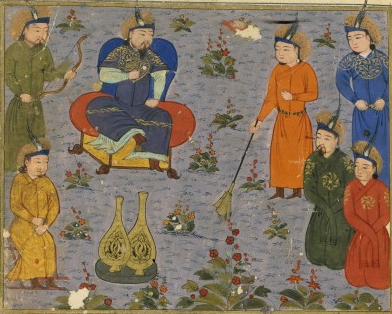
モンケセル・ノヤンによるオゴデイ諸子の審問・処刑（『集史』「モンケ・カアン紀」パリ写本）

シレムンのクーデター計画鎮圧を切っ掛けとしてモンケはかつての政敵たるオゴデイ家・チャガタイ家の大弾圧を行い、オゴデイ・ウルスはオゴデイ〜グユク時代に比べ大幅に弱体化した。ただし、モンゴル帝国の伝統としてチンギス・カンの定めたウルスは時のカアンであってもなくしてはならないという不文律があり、オゴデイ・ウルスそのものが消滅することはなかった。『元史』の記述によると、モンケ・カアンの命によってオゴデイ諸王家の領土は以下のように定められていたという。
この措置に対して、従来は「オゴデイ王族の辺境への幽囚である」、「モンケ即位に協力したオゴデイ王族への論功行賞である」という全く異なる2つの評価が為されてきた。しかしモンケ・カアンによる施策で最も注目すべきはオゴデイ・ウルスを統轄する存在が認定されず、オゴデイ諸子のウルスがそれぞれ個別に独立したウルスとして認定されたことであった。そもそもウルスは代替わりのたびに分割継承されていくものであり、ウルスの分割相続自体は自然なことである。問題なのはオゴデイ・ウルスの分割相続がモンケの名の下に行われたことで、これはオゴデイ・ウルス全体を統轄する者の喪失、事実上のオゴデイ・ウルス分割を意味した。
なお、上記のオゴデイ諸子の中でカダアン家とコデン家のみは他の王家と異なりモンケ即位に協力しており、結果としてモンケの報復人事を免れていた。カダアン家とコデン家の領地はオゴデイ・ウルスの中でも東方に位置しており、そのためこの時点でオゴデイ・ウルスは東方に位置する親トルイ家派と西方に位置する反トルイ家派に分裂していたと言える。この親トルイ家派と反トルイ家派の分裂は大元ウルスとカイドゥ・ウルスの対立にまで継承されることとなる。
以上のようなモンケ・カアンによるオゴデイ・ウルス分割は当然ながらオゴデイ諸王家の不満と反発を呼び起こし、14世紀初頭にまで続く「カイドゥの乱」「カイドゥ・ウルス」成立の遠因となった。

### カイドゥ・ウルスの成立

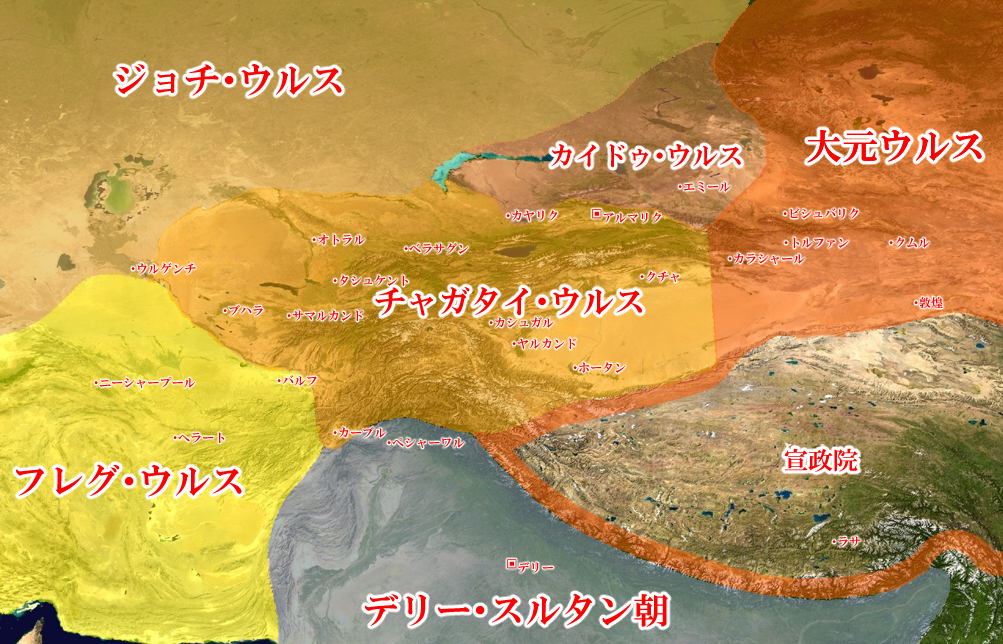
13世紀のカイドゥ・ウルスと周辺国の地図

モンケ・カアンによるオゴデイ・ウルス分割に不満を抱いていたオゴデイ諸王家にとって、転機となったのがモンケの死に伴う帝位継承戦争の勃発であった。帝位継承戦争に直接巻き込まれたのは東方の親トルイ家派たるカダアン家とコデン家のみであったが、中央政府の手の届かない中で反トルイ家派の諸オゴデイ王家は独自に勢力を拡大していった。その中で最も実力があり、野心も大きかったのがカシ家のカイドゥであった。
カイドゥは「家畜が痩せている」ことを理由に帝位継承戦争後3年にわたってクビライの下を訪れることを拒み、更にオルダ・ウルス当主コニチの協力を得て勢力を拡大していた。帝位継承戦争後、中央アジアではクビライ派に立ったチャガタイ家のアルグが最も有力であったが、そのアルグが1266年に急死するとこれを好機と見たカイドゥはコニチの協力を得てアルタイ山脈を越えてモンケ家のウルン・タシュのウルスを攻撃し、これが長く続く「カイドゥの乱」の幕開けとなった。
カイドゥはオゴデイ家の中でも非主流の出自であったが、クビライへの宣戦布告後多くのオゴデイ系諸王がカイドゥの下に集結した。その中にはかつて帝位継承戦争でクビライに味方したグユク家のホクやカダアン家のキプチャクらの姿もあり、カイドゥはグユク・ウルス、カシ・ウルス、メリク・ウルスといった「西方オゴデイ・ウルス」の大部分を傘下に収めることとなった。
一方、クチュ・ウルスやコデン・ウルスといった「東方オゴデイ・ウルス」は大元ウルスの統治下に収まり続けたが、クチュ家のトゥクルクがシリギの乱に乗じて六盤山で挙兵するなど、クビライ政権に逆らいカイドゥに味方する者も存在した。
「西方オゴデイ・ウルス」を率いるカイドゥにとって転機となったのがチャガタイ・ウルス当主バラクの死と、モンケ家/アリクブケ家諸王によって引き起こされた「シリギの乱」であった。バラクが亡くなるとカイドゥは傀儡君主を立ててチャガタイ・ウルスを事実上乗っ取り、チュベイら反カイドゥ派の諸王は大元ウルスに亡命することになった。ここにおいてチャガタイ・ウルスもオゴデイ・ウルスと同様にカイドゥに従う「西方チャガタイ・ウルス」とクビライに従う「東方チャガタイ・ウルス」に東西分裂することになった。
また、「シリギの乱」では叛乱そのものは失敗に終わったが叛乱に参加したモンケ家/アリクブケ家の諸王が自らのウルスとともにカイドゥの勢力圏に参入し、これによってカイドゥの支配権はアルタイ山脈を越えてモンゴル高原のハンガイ山一帯にまで広がることとなった。そのため、これ以後カイドゥ・ウルスと大元ウルスの戦争の主戦場は中央アジア方面からモンゴル高原西方に移ることとなる。
ここに至り、カイドゥの支配する勢力は西方オゴデイ・ウルス、西方チャガタイ・ウルス、アリクブケ・ウルスという3つの大きなウルスからなる独立した政権へと成長した。この政権を指してマルコ・ポーロは「大トゥルキー国」、『集史』は「カイドゥの国」と呼称しており、現代のモンゴル史研究者は既存のオゴデイ・ウルスの枠に収まらない国家であるという点を踏まえこれを「カイドゥの国」「カイドゥ・ウルス」と呼称する。

### カイドゥ・ウルスの解体

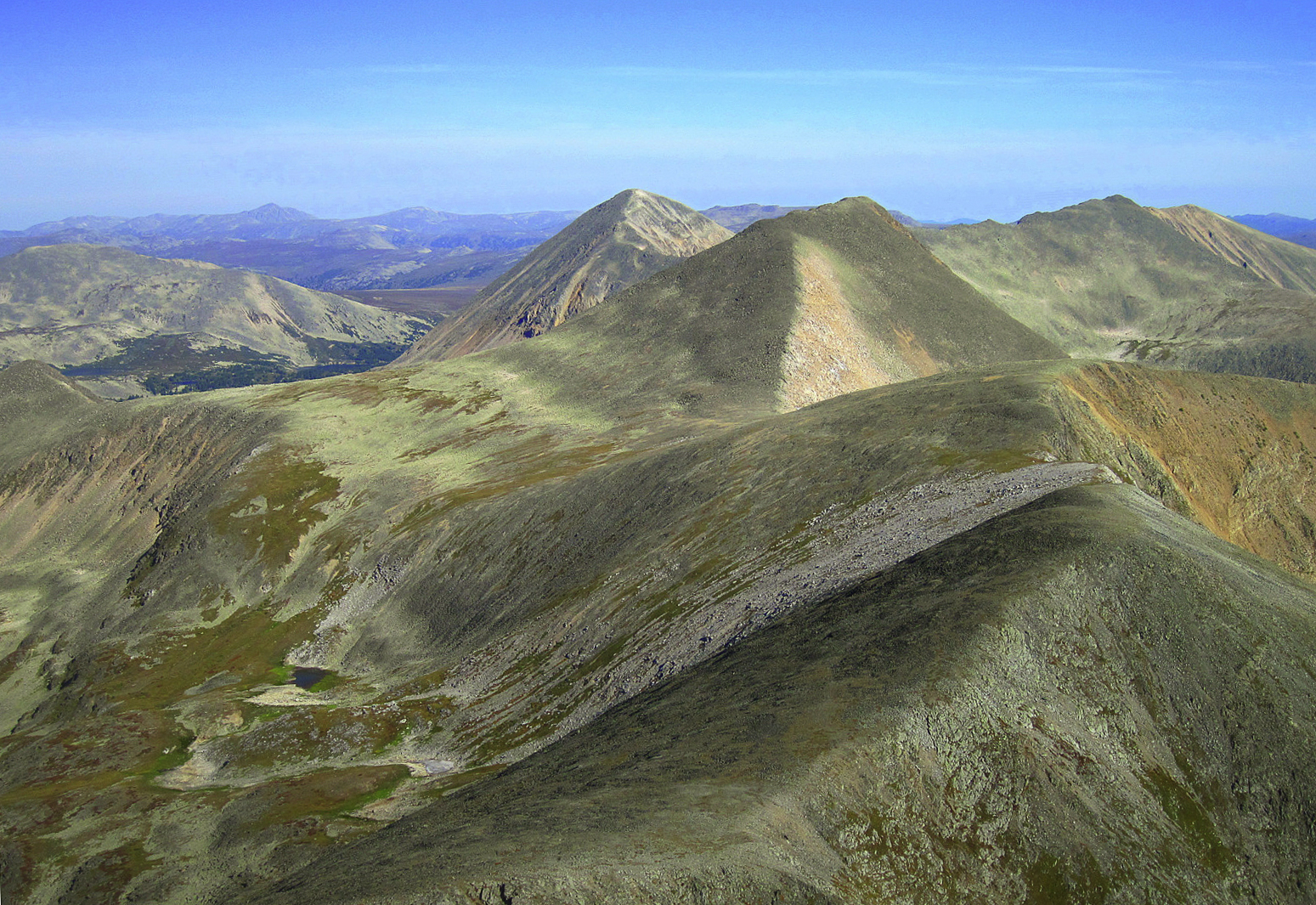
カイドゥ・ウルスと大元ウルス間の戦争の主戦場となったアルタイ山脈

クビライの存命中は大元ウルスとカイドゥ・ウルスとの間の戦線は膠着状態にあったが、1294年のクビライの死を切っ掛けに事態は急変する。1296年にアリクブケ家のヨブクル、モンケ家のウルス・ブカらがカイドゥ・ウルスを見限って大元ウルスに投降するという事件が起こり、大元ウルスは政治的効果を狙って両者を厚遇するとともに、帝国各地にこの一件を大々的に宣伝した。
このような情勢に危機感を抱いたカイドゥは大元ウルスに対して大攻勢に出、1298年には寧王ココチュらが率いる大元ウルスのモンゴリア駐屯軍がドゥア軍に大敗を喫し、大元ウルスの対カイドゥ戦線は危機的状況に陥った。
しかしココチュに代わってカイシャン（後の武宗クルク・カアン）が対カイドゥ・ウルスの司令官に抜擢されると、カイシャンはモンゴリアの諸将の人心をよく掴み、カイドゥとの戦闘で次第に優位に立つようになる。大元ウルス軍の圧倒的な物量とカイシャンの奮戦によってカイドゥ軍は劣勢に陥り、遂に1301年に行われたテケリクの戦いでカイドゥは矢傷を負って退却し、間もなく亡くなってしまった。
カイドゥの死後、西方チャガタイ・ウルス当主ドゥアの後ろ盾の下カイドゥの息子のチャパルがカイドゥの後を継ぎ、両者は大元ウルスに対して融和策に出た。ところがドゥアは独自に大元ウルスと講和を結び、中央アジアからオゴデイ・ウルスを駆逐しようと画策した。こうして1306年、東方からカイシャン率いる大元ウルス軍が、南方からドゥア率いるチャガタイ・ウルス軍が「西方オゴデイ・ウルス」に攻め込み、チャパルらオゴデイ系諸王は両勢力に挟撃されることになった。この時の戦況を『元史』は以下のように記述する。
この記述に見られるようにグユク・ウルス（トゥクメ）、クチュ・ウルス（アルグイ）、カダアン・ウルス（イェスン・トゥア）、メリク・ウルス（トゥマン）ら「カイドゥの国」に属していたオゴデイ系諸ウルスはカイシャンの遠征によって残らず大元ウルスに降伏することになり、『元史』の記述によると、大元ウルスに降伏してモンゴル高原に移住してきた牧民の数は100万を越えたという。
唯一カシ家のチャパルのみはドゥアに投降して中央アジアに残っていたが、1307年のドゥアの死を切っ掛けに再び蜂起するも敗れ、遂に大元ウルスに投降した。こうしてオゴデイ・ウルスは中央アジアから一掃されることとなり、かつてオゴデイ・ウルスの遊牧地であったジュンガル盆地一帯の大部分はチャガタイ・ウルスに征服されるに至った。この「西方オゴデイ・ウルス」征服を経てチャガタイ・ウルスは中央アジアに独立した政権を立てることになり、これを後世「チャガタイ・ハン国」と呼称する。しかし、近年の研究では「チャガタイ・ハン国」は単純にかつてのチャガタイ・ウルスを復興させたものではなく、カイドゥが建設した「カイドゥの国」をそのまま受け継いだものであることが明らかにされている。
なお、この1306年の戦争によって「オゴデイ・ハン国は滅亡した」とされることもあるが、後述するように投降後のオゴデイ系諸王は大元ウルスの統治下で自らのウルスを率いて生活しており、この時「オゴデイ・ウルス」が滅亡したわけではない。

### 14世紀以後
大元ウルスに降伏したオゴデイ家の諸ウルスは小規模ながら存続を認められ、大元ウルス領内の各地で遊牧生活を送った。大元ウルスの統治下でオゴデイ家の諸王は王号を与えられたが、王号はオゴデイの6子の系統ごとに全く異なる名称が与えられていた。これはモンケ時代の方針を受け継いで、オゴデイ・ウルスを6子の系統ごとに存続させようとしたためであると考えられている。
しかし、各オゴデイ系ウルスの規模は以前に比べて遙かに小規模であった。例えば、グユク家のオルジェイ・エブゲンの「モンゴル（蒙古）民」は280戸余りであったという。また、大元ウルスに移住したオゴデイ系諸王の多くは山西〜河西一帯に居住しており、山西のクチュ・ウルスや河西のコデン・ウルスといった大元ウルスに留まり続けた「東方オゴデイ・ウルス」の遊牧地に収容されていたものと見られる。
ただし、オゴデイの末子のメリクのウルスのみは別格で、『元史』によるとイルティシュ河流域に数十万の大軍勢を擁していたという。これはイルティシュ河流域がエミル・コボク地方などと違ってドゥアに併合されなかったこと、イルティシュ河流域がチンギス・カンによって分封されたオゴデイ・ウルスの「初封地」であったことなどが理由と見られる。1361年にはメリク家のアルグ・テムルがこの地で叛乱を起こしており、14世紀後半に至ってもオゴデイ・ウルスはイルティシュ河流域で少なからぬ勢力を残していたと見られる。
大元ウルスの北遷後（北元）、1402年に即位したオルク・テムル・ハーンはオゴデイ家出身の人物であった。オルク・テムルの本拠地はかつてオゴデイ・ウルスの一部であった河西方面にあったとみられ、15世紀初頭まで河西ではオゴデイ・ウルスの一部が残存していたことが確認される。オルク・テムルの息子のアダイもハーンに即位したが、トゴン太師率いるドルベン・オイラト（四オイラト部族連合）に敗れ、本領の河西地方もオイラトに占領されてしまった。これ以後、オゴデイ家の人物が史料上に現れることは少なくなり、オゴデイ・ウルスがどのように変化していったかは不明となる。

### ダヤン・ハーン一族との関係
なお、岡田英弘はオルク・テムル・ハーンの息子のアダイ・ハーンは、モンゴル高原の遊牧民の再統合を果たし、モンゴル中興の祖と称されるダヤン・ハーン（生没年は1473年/1474年 - 1516年/1517年が、即位年は1479年/1480年が有力）の曾祖父のアクバルジ・ジノンとアダイ・ハーンを捕殺して即位したトクトア・ブハ（タイスン・ハーン）、ダヤン・ハーンの先代マンドゥールン・ハーンの3兄弟の父（ダヤン・ハーンの高祖父）アジャイ（アジャイ・タイジ、アジャイ太子）と同一人物であるという説を主張している。この説ではダヤン・ハーン一族はオゴデイ家の末裔となり、トクトア・ブハ（タイスン・ハーン）とアクバルジ・ジノン、マンドゥールン・ハーンはオルク・テムル・ハーンの孫達となる。トクトア・ブハ（タイスン・ハーン）は実父（この場合、アダイ・ハーン＝アジャイ・タイジ）を殺害して、ハーン位に就いたことになる。
しかし、中国で編纂された『明史』『万暦武功録』では、アジャイ・タイジの長男トクトア・ブハはオゴデイの弟トルイの四男クビライを始祖とする元の王家の出身とされている。実際、1442年にトクトア・ブハが李氏朝鮮の世宗に宛てて出した書簡では、クビライの子孫を自称している。1368年に元が明の攻勢によって中国の保持が困難と判断してモンゴル高原に北走した時からダヤン・ハーン以前の時代には、ハーン位が頻繁に交代する等の政治的混乱の為にチンギス・ハーン一族の記録や伝承が錯綜しており、チンギスからダヤンに至る系譜は確実ではないことも確かである。ただ、傍証や後の時代の系譜書から、歴史家はダヤン・ハーンがクビライの末裔にあたると考えている（ダヤン・ハーン自身もクビライの末裔を称している）。この説を補強するものとして、ブヤンデルゲルはウハート・ハーン（順帝トゴン・テムル）からダヤン・ハーンに至る北元時代の帝系について考察し、（1）ウハート・ハーン,（2）ビリクト・ハーン,（3。明王朝の捕虜となったビリクトの息子「マイダリ・バラ」と同一視される）エルベク・ハーン,（4。エルベクの弟とする説もあるが、「ホンタイジ＝皇太子」という称号から見て、実際には息子であるとする説が主流）ハルグチュク・ホンタイジ,（5）アジャイ（アジャイ・タイジ、アジャイ太子）,（6）アクバルジ・ジノン,（7）ハルグチュク・タイジ,（8）ボルフ・ジノン,（9）ダヤン・ハーンという一本筋の通った系図を描けると想定している（この想定された系図は、クビライの弟のアリクブケの末裔という異説があるエルベク・ハーンがクビライ家の一員かつビリクト（アユルシリダラ）の息子で、ダヤン・ハーンの祖先と位置づけるモンゴル年代記の記述とも一致している）。

## 構成

### 初期の4千人隊
| 千人隊長               | ペルシア語表記(『集史』)   | 漢字表記(『秘史』) | 功臣順位 | 部族       | 備考                                                               |
| ---------------------- | -------------------------- | ------------------ | -------- | ---------- | ------------------------------------------------------------------ |
| イルゲイ(Ilügei)       | یلوکای نویان(īlūkāī nūyān) | 亦魯該(yìlǔgāi)    | 5        | ジャライル | オゴデイの王傅(アタベク)を務めるが、息子はモンケ即位後に失脚する   |
| デゲイ(Degei)          | دوکا(Dūkā)                 | 迭該(diégāi)       | 11       | ベスト     | 息子はコデン家のジビク・テムルに仕え、オゴデイ死後の政変を生き残る |
| ダイル(Dayir)          | دایر(Dāīr)                 | 荅亦児(tàyìér)     | 36       | コンゴタン | インド方面のタンマチ初代司令官となり、遠征先で亡くなった           |
| イレク・トエ(Ilek töe) | ایلک توا(Yīlk tūā)         |                    |          | スルドス   | スルドス部の枝族タムガリク部の出身で、『集史』にのみ登場する       |

### モンケ・カアンによる分割時(1252年)のオゴデイ系7王家
| 王家           | 当主                | 遊牧地             | 投下領(戸数)                | 出自             | 備考                                       |
| -------------- | ------------------- | ------------------ | --------------------------- | ---------------- | ------------------------------------------ |
| グユク王家     | ホク大王(Hoqu)      | エミル・コバク     | 大名路(68593戸)             | グユクの末子     | 兄2名が処刑されたため、当主に就任          |
| コデン王家     | モンゲトゥ(Möngetü) | 西涼府             | 東昌路(47741戸)             | コデンの次男     | クビライとパスパの面会に尽力した           |
| クチュ王家     | ソセ(Söse)          | 潞州               | 汴梁路在城戸→睢州(5214戸)   | シレムンの末子   | シレムンが処刑されたため、当主に就任       |
| カラチャル王家 | トタク(Totaq)       | エミル方面         | 未設定                      | カラチャルの息子 | オゴデイ7子の中で唯一早い段階で断絶する    |
| カシ王家       | カイドゥ(Qaidu)     | カヤリク           | 汴梁路在城戸→蔡州(3816戸)   | カシの息子       | 後に独立し、「カイドゥ・ウルス」を建設する |
| カダアン王家   | カダアン(Qada'an)   | ビシュバリク       | 汴梁路在城戸→鄭州(戸数不明) | オゴデイの六男   | モンケ時代に始めてウルスを形成する         |
| メリク王家     | メリク(Melik)       | イルティシュ河流域 | 汴梁路在城戸→鈞州(1584戸)   | オゴデイの末子   | モンケ時代に始めてウルスを形成する         |

### 「カイドゥの乱」終結後、14世紀における大元ウルス統治下のオゴデイ系6王家
| 王家         | 代表的当主                           | 推定遊牧地         | 1319年時点の実有戸数 | 王号        | 備考                                               |
| ------------ | ------------------------------------ | ------------------ | -------------------- | ----------- | -------------------------------------------------- |
| グユク王家   | オルジェイ・エブゲン王(Ölǰei Ebügen) | 山西方面           | 大名路(12835戸)      | 無国邑      | 1331年には飢饉に陥ったとの記録あり                 |
| コデン王家   | 荊王トク・テムル(Toq temür)          | 河西永昌府         | 東昌路(17825戸)      | 汾陽王/荊王 | 1343年のトク・テムルの死で断絶した                 |
| クチュ王家   | 襄寧王アルグイ(Aluγui)               | 山西平陽路         | 睢州(1937戸)         | 襄寧王      | オゴデイ時代のクチュ・ウルス領を継承               |
| カシ王家     | 汝寧王クラタイ(Qulatai)              | 山西方面           | 蔡州(388戸)          | 汝寧王      | クラタイは天暦の内乱で上都派につき、敗れて殺された |
| カダアン王家 | 隴王コランサ(Qorangsa)               | 河西方面           | 鄭州(2356戸)         | 隴王        | 山丹を拠点とするアジキと行動を共にする             |
| メリク王家   | 陽翟王アルグ・テムル(Aruγ Temür)     | イルティシュ河流域 | 鈞州(2496戸)         | 陽翟王      | 10万の大軍を擁し、1360年に叛乱を起こす             |

## 各王家

### グユク王家

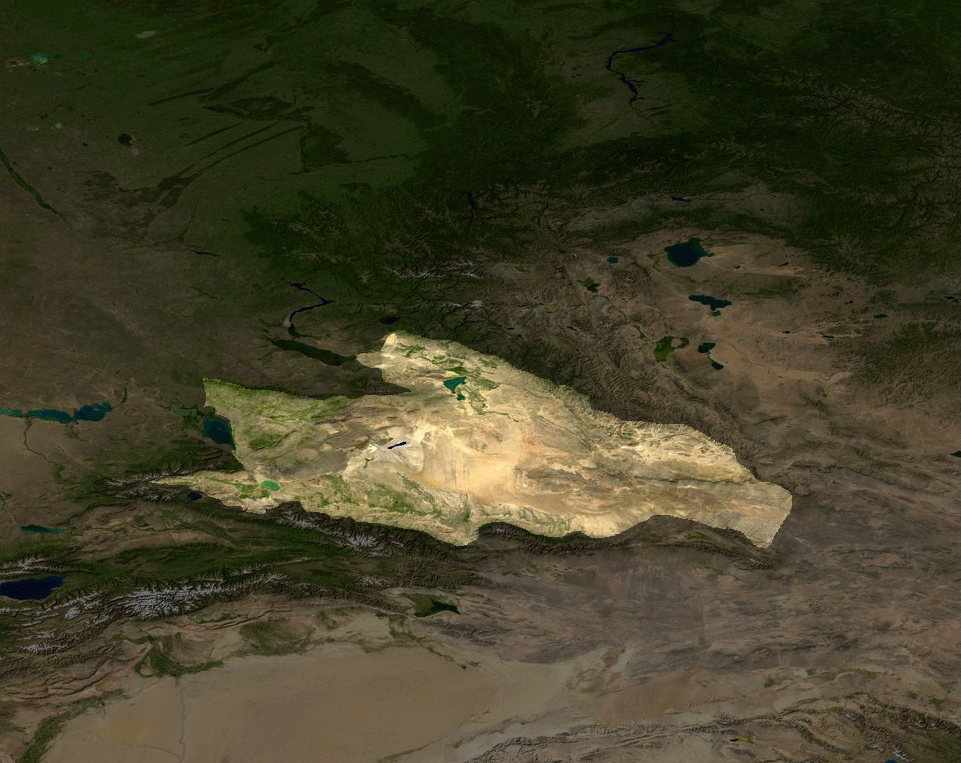
グユク・ウルスの位置したジュンガル盆地

- グユク・カン(Güyük Qan ＞貴由/guìyóu,گيوك خان/Guyūk khān)
  - ホージャ・オグル(Khwaja Oγur ＞忽察/hūchá,خواجه اغول/Khwaja Āghūl)
    - トクメ(Tükme ＞禿苦滅/tūkǔmiè,توکمه/Tūkme)
    - ブスジュ・エブゲン(Busju Ebügen ＞بوسجو ابوکانBūsjū Ābūkān)
    - 南平王トゥクルク(Tuqluq ＞禿魯/tūlŭ,توقلوق/Tūqlūq)
    - イルゲンツェン王(Irgendzen ＞亦児監蔵/yìérjiāncáng)
    - オルジェイ・エブゲン王(Ölǰei Ebügen ＞完者也不干/wánzhĕ yĕbùgān)

  - ナク太子(Naqu ＞脳忽/nǎohū,ناقو/Nāqū)
    - チャバト(Čabat ＞چباتChabāt)

  - ホク大王(Hoqu ＞禾忽/héhū,هوقو/Hūqū)

### コデン王家

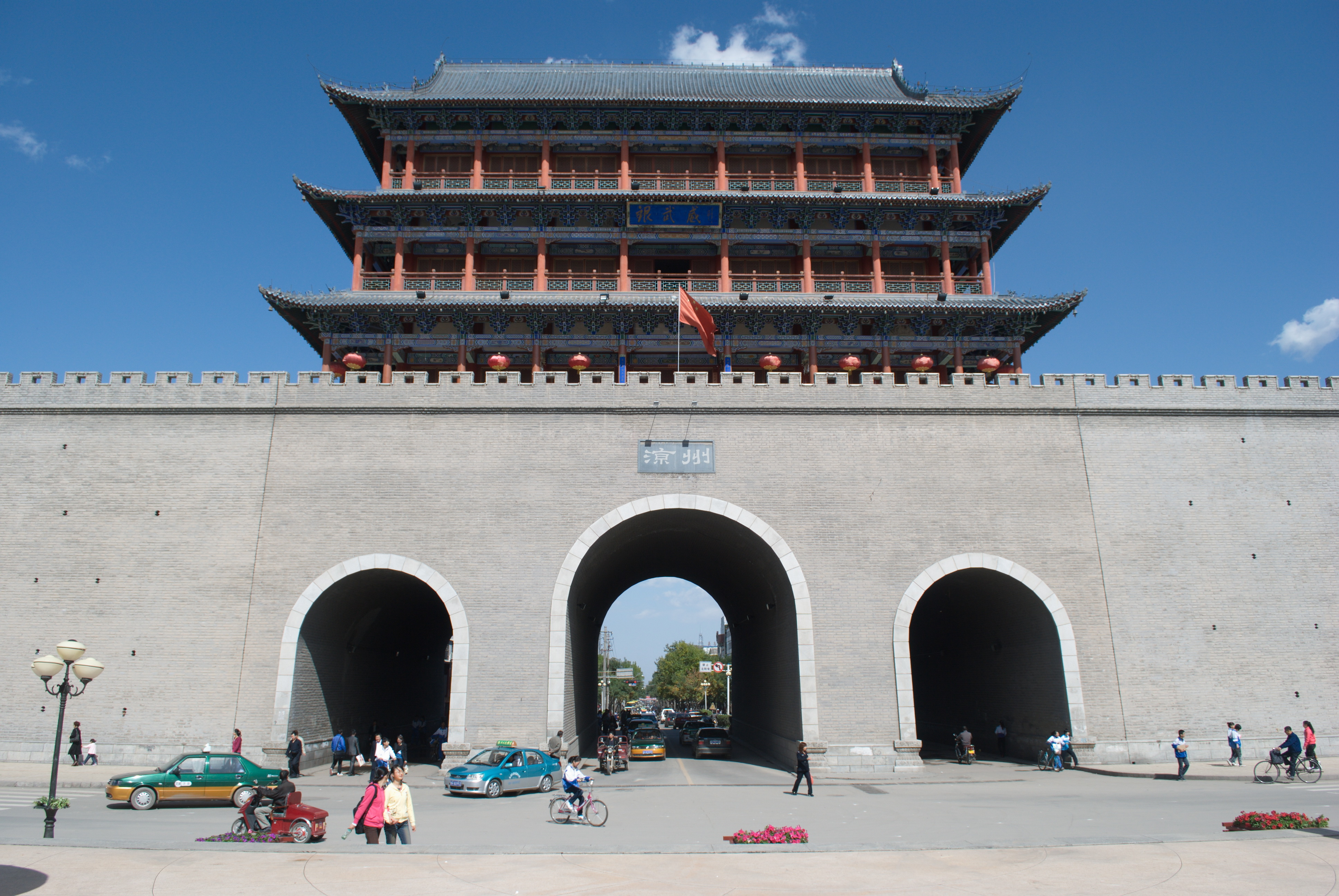
コデン・ウルスの中心地の一つ涼州（現在の甘粛省武威市）

- コデン太子(Köden ＞闊端/hédān,كوتان/kūtān)
  - メルギデイ王(Mergidei ＞滅里吉歹/mièlǐjídǎi)
    - イェス・ブカ大王(Yes buqa ＞也速不花/yěsù búhuā,ییسوبوقا/yīsū būqā)

  - モンゲトゥ大王(Möngetü ＞蒙哥都/mēnggēdōu,مونكاتو/mūnkātū)
    - イリンチン大王(Irinǰin ＞亦憐真/yìliánzhēn,ایرنچان/īrinchān)

  - ジビク・テムル王(J̌ibig temür ＞只必帖木児/zhībì tiēmùér,جینك تیمور/jībik tīmūr)
    - テビレ大王(Tebile ＞帖必烈/tiēbìliè,ممبوله＝تیبوله/tībūle)
    - クルク大王(Külük ＞曲列魯/qūlièlǔ,كورلوك/kūrlūk)
      - 汾陽王ベク・テムル(Bek temür ＞別帖木児/bié tiēmùér)
        - 荊王イェス・エブゲン(Yes ebügen ＞也速也不干/yěsù yěbúgān)
          - 荊王トク・テムル(Toq temür ＞脱脱木児/tuō tuōmùér)

### クチュ王家

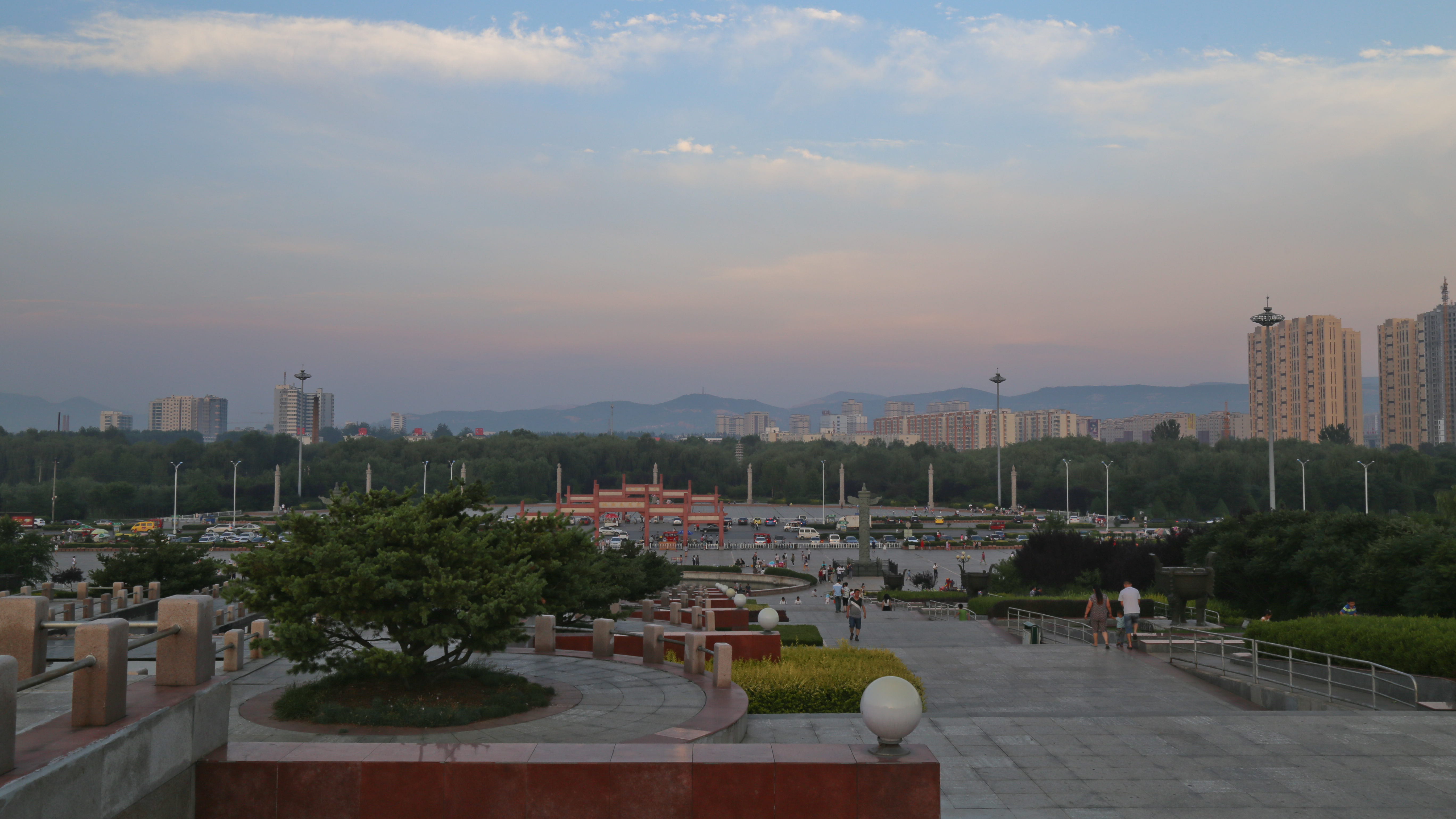
クチュ・ウルスの中心地潞州（現在の長治市）一帯

- クチュ太子(Küčü ＞闊出/kuòchū,کوچو/Kūchū)
  - シレムン太子(Širemün ＞昔列門/xīlièmén,شيرامون/Shīrāmūn)
    - ボラドチ大王(Boladči ＞孛羅赤/bóluochì,بولاوجی/Būlāūjī)
      - クンジ(Qunǰi ＞قونجیQūnjī)
      - 靖遠王カダイ(Qadai ＞哈歹/hādǎi,قادای/Qādāī)
      - 襄寧王アルグイ(Aluγui ＞阿魯灰/ālǔhuī,القوی/Ālqūī)
      - サドル(Sadur ＞سادور/Sādūr)

  - ボラドチ大王(Boladči ＞孛羅赤/bóluochì,بولاوجی/Būlāūjī)
  - ソセ大王(Söse ＞小薛/xiǎoxuē,سوسه/Sūse)

### カラチャル王家
- カラチャル王(Qaračar ＞哈剌察児/hǎlácháér,قراچار/Qarāchār)
  - トタク大王(Tötaq ＞脱脱/tuōtuō,توظاق/Tūṭāq)

### カシ王家
- カシ大王(Qaši ＞合失/héshī,قاشی/qāshī)
  - カイドゥ大王(Qaidu ＞海都/hǎidōu,قايدو/qāydū)
    - 汝寧王チャパル(Čapar ＞察八児/chábāér,چاپار/chāpār)
      - 汝寧王オルジェイ・テムル(Ölǰei temür ＞完者帖木児/wánzhě tiēmùér)
        - 汝寧王クラタイ(Qulatai ＞忽剌台/hūlátái)

    - ヤンギチャル(Yangičar ＞يانگيچار/yāngīchār)
    - 叛王オロス(Oros ＞斡羅思/wòluosī, اوروس/ūrūs)
    - サルバン(Sarban ＞ساربان/sārbān)

### カダアン王家

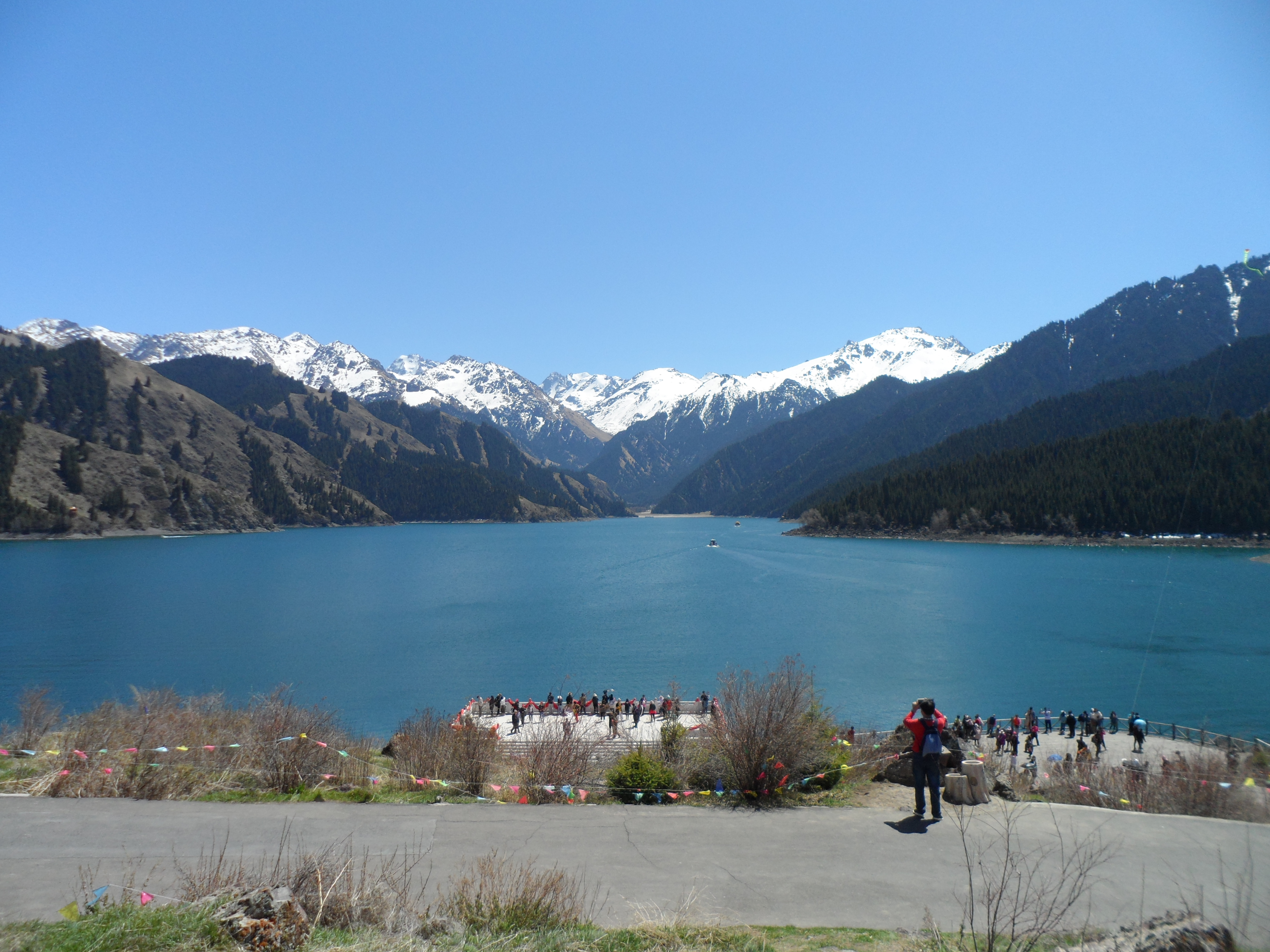
カダアン・ウルスの中心地ビシュバリク（現在の昌吉回族自治州）一帯

- カダアン大王(Qada'an oγul ＞合丹/hédān,قدان اغور/Qadān āghūr)
  - ドルジ王(Dorǰi ＞覩爾赤/dǔěrchì,دورجی/Dūrjī)
    - ソセ大王(Söse ＞小薛/xiǎoxuē,سوسه/Sūse)
      - シンギバル大王(Singgibal ＞星吉班/xīngjíbān)

    - アスキバ(Askiba ＞اسکبه/Askiba)

  - イェスル大王(Yesür ＞也速児/yěsùér,ییسور/Yīsūr)
  - キプチャク(Qibčaq ＞قبچاق/Qibchāq)
    - クリル(Quril ＞قوریل/Qūrīl)

  - エブゲン大王(Ebügen ＞也不干/yěbúgān,ابوکانAbūkān)
    - 隴王コランサ(Qorangsa ＞火郎撒/huǒlángsā)

  - イェスン・トゥア大王(Yesün tu'a ＞也孫脱/yěsūntuō)
  - コニチ大王(Qoniči ＞火你/huǒnǐ)

### メリク王家

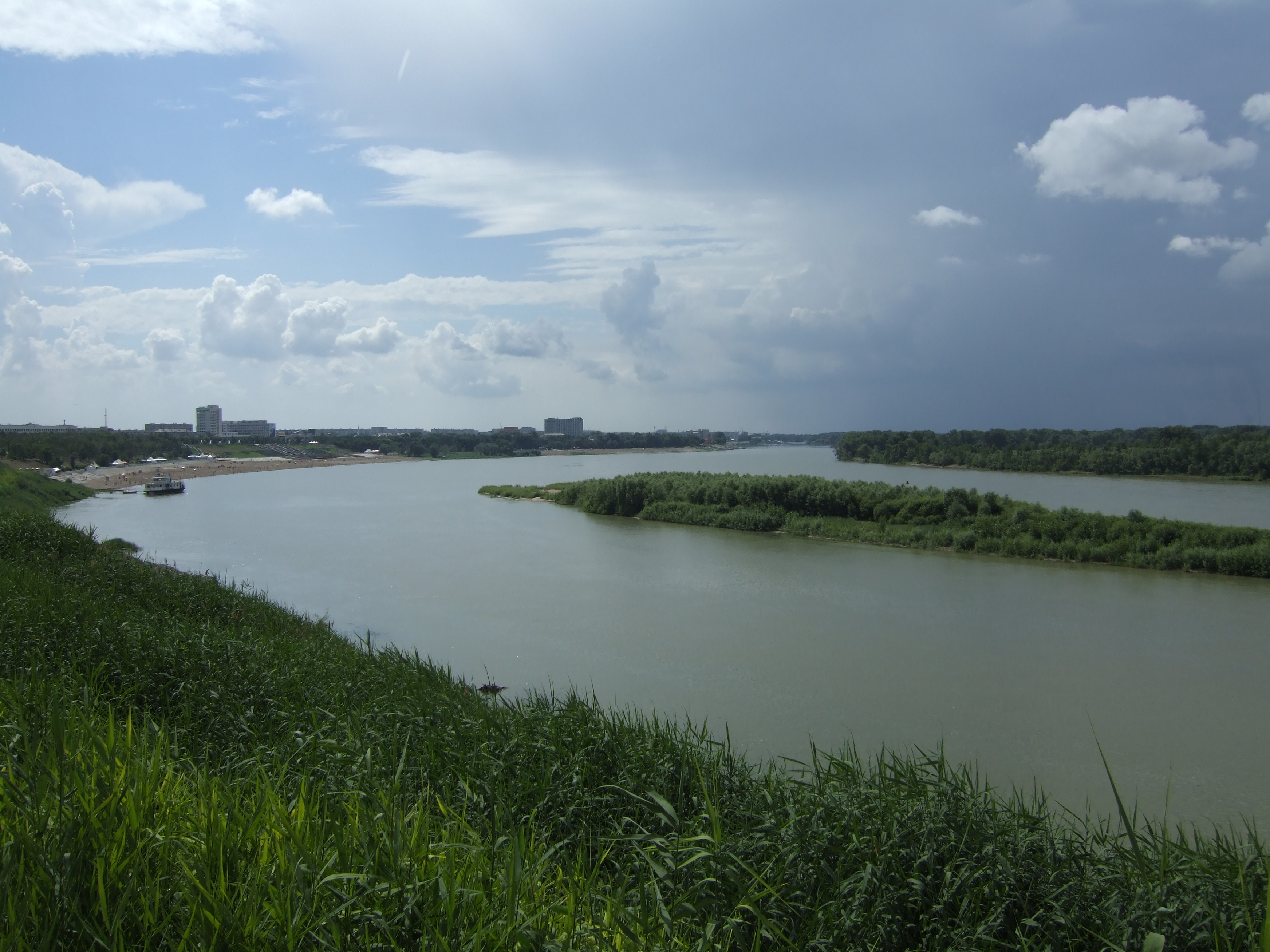
メリク・ウルスの本拠地イルティシュ川一帯

- メリク大王(Melik ＞滅里/mièlǐ,ملک/Melik)
  - 陽翟王トゥマン(Tuman ＞禿満/tūmǎn,تومان/Tūmān)
    - 陽翟王クチュン(Küčün ＞曲春/qūchūn)
      - 陽翟王テムルチ(Temürči ＞帖木児赤/tiēmùérchì)
        - 陽翟王アルグ・テムル(Aruγ Temür ＞阿魯輝帖木児/ālŭhuī tiēmùér)
        - 陽翟王クトゥク・テムル(Qutuq Temür ＞忽都帖木児/hūdōu tiēmùér)

  - トガン・ブカ(Toγan Buqa ＞تگان بوقا/Togān Būqā)
    - オルクト(Olqut ＞اولوکتو/Ūlūktū)

  - トガンチャル(Toγančar ＞توغانچار/Tūghānchār)
  - トルチャン(Torčan ＞تورجان/Tūrjān)
  - トク大王(Toqu ＞脱忽/tuōhū,توقو/Tūqū)
  - アブドゥッラー大王(Abdullah ＞俺都剌/ǎndōulà,عبدالله/Abdullah)
    - アヤチ大王(Ayači ＞愛牙赤/àiyáchì)
      - 陽翟王タイピン(Taiping ＞太平/tàipíng)